# Veres András (irodalomtörténész)
Veres András (Pestszenterzsébet, 1945. május 10. –) magyar irodalomtörténész. A 19–20. századi és a kortárs magyar irodalom kutatója; tankönyvíró, irodalomelméleti, -esztétikai, -lélektani, -szociológiai és irodalom értelmezés módszertani munkássága is jelentős. A Kosztolányi Dezső és a József Attila Kutatócsoport egyik vezetője, műveik kritikai kiadássorozatának egyik szerkesztője. A József Attila Társaság társelnöke; A Literatura című irodalomelméleti folyóirat főszerkesztője.

## Életpályája
Általános iskolai tanulmányait a budapesti XII. kerületi Németvölgyi úti iskolában kezdte, a Márvány utcai iskolában folytatta és a Lorántffy Zsuzsanna utcai iskolában fejezte be. Hegedülni tanult Vázsonyi János tanítványaként, és Némethy Katalin hatására matematikusnak készült, jó helyezést elérve az Arany Dániel matematikaversenyen. Gimnáziumi tanulmányait a budapesti Móricz Zsigmond Gimnáziumban végezte. Részt vett szavalóversenyeken, az önképzőkör, a színjátszó csoport és a tudományos szakkör munkájában, és színdarabokat írt, melyeket elő is adtak.
Az ELTE Bölcsészettudományi Karán szerezte egyetemi diplomáit, 1968-ban filozófia és magyar nyelv és irodalom; 1975-ben szociológia szakon. 1968 és 1972 között Németh G. Béla posztgraduális líraelemző szemináriumának tagja. Tudományos fokozatai: az irodalomtudomány kandidátusa (1990) – értekezésének címe: Irodalomértelmezés és értékorientáció; az MTA doktora (1998) – értekezésének címe: Konrád György.
1968 óta dolgozik a Magyar Tudományos Akadémia Irodalomtudományi Intézetében; 2000 óta az Intézet Irodalomelméleti Osztályának vezetője. Az egyetem elvégzése után gyakornokként kezdett dolgozni az Intézetben, melynek nemsokára tudományos segédmunkatársa, majd – 1970-ben – tudományos munkatársa lett. 1978-ban bekapcsolódik az Irodalomtudományi Intézet Értéktudományi Csoportjának munkájába, melynek 1981–1994 között vezetője.
1970 és 2007 között egyetemi oktatóként is működött, tanítványai nagy hatású tanáregyéniségként jellemzik. 1970–1983 között az ELTE 20. századi magyar irodalom tanszékén tartott magyar irodalomtörténeti, 1995–1997 között az Összehasonlító irodalomtudományi tanszéken irodalomelméleti, 1998–1999 között a Szociológia tanszéken irodalomszociológiai szemináriumokat; 1980–1981 között pedig az Esztétika tanszéken irodalomlélektani kollégiumot vezetett, megbízott előadóként. 1993–1996 között a Pécsi Tudományegyetem Irodalomelméleti tanszékének egyetemi docense. 1998–2007 között posztgraduális irodalomtörténeti szemináriumot vezetett megbízott előadóként az Országos Rabbiképző Intézet Zsidó Egyetem Művelődéstörténeti tanszékén.
1976–1980 között az MTA–OM Köznevelési Bizottsága Irodalmi-nevelési Munkacsoport titkára. 1976–1989 között az Országos Középiskolai Tanulmányi Verseny Magyar irodalom tantárgyi bizottságának tagja. 1990–1993 között az Országos Középiskolai Tanulmányi Verseny Magyar irodalom tantárgyi bizottságának elnöke. 1989–1995 között ő dolgozta ki a magyar irodalom országos felvételi tesztjeit az egyetemi előkészítők számára.
1976–1996 között az Irodalomtörténeti Közlemények egyik szerkesztője. 2000-ben lett a Literatura című irodalomelméleti folyóirat felelős szerkesztője, 2006-ban pedig főszerkesztője.
1974-ben egyik kezdeményezője és megalapítója a Fiatal Irodalomtörténészek Körének. 2003 óta a József Attila Társaság társelnöke.

## Munkássága
Az 1960-as évek végén, '70-es évek elején indult irodalomtörténész-generáció egyik meghatározó alakja. A Németh G. Béla tanítványaiból szerveződött csoport (Korompay János, Szegedy-Maszák Mihály, Szörényi László, Ujhelyi Mária, Vajda András, Veres András, Zemplényi Ferenc) első közös fellépése nagy feltűnést keltett – nemcsak a tudományos világban. Az irodalomértelmezés új útjait keresték, abból indultak ki, hogy "a műalkotás jelentése nem azonosítható szerzője önértelmezésével, s hogy minden interpretáció mögött elmélet húzódik – akár számot vet ezzel az elemzés, akár nem." Arany-tanulmánykötetük elemzései – melyekben felhasználták és alkalmazták a 20. századi új poétikai iskolák formalista, strukturalista és fenomenológiai elméleteit – felkeltették az akkori kultúrpolitika figyelmét. Ennek következménye a korszak egyik legfontosabb és legérdekesebb kulturális sajtópolémiája, a "strukturalizmus-vita".
Az 1970-es évek közepén kibontakozó tantervi reform egyik kezdeményezője és vezéregyénisége. Egyik szerzője annak a gimnáziumi irodalomtankönyv-sorozatnak mely megújította a középiskolai irodatanítást. Növelték a világirodalom súlyát az irodalomoktatásban, az alkotókat már nem különálló jelenségként vizsgálták, hanem a kortársi hatások és a korszak egészének folyamatában ábrázolták, részletesen és kritikusan elemezve műveiket és életművüket. A tankönyvek szemlélete és nyelvezete is radikálisan más volt, mint a korábbiak. A tantervi és tankönyvi reformviták 1972-ben kezdődtek és egészen a nyolcvanas évek közepéig tartottak.
A nyolcvanas évek második felétől irodalomszociológiai és irodalompolitikai kutatásokkal foglalkozott, melyek átnyúltak a következő évtizedre is, a kilencvenes években több irodalomértelmezési kutatási projekt vezetője, a kétezres évektől egyik vezető szerkesztője és szerzője az új irodalomtörténeti kézikönyvsorozatnak és egy irodalomelméleti könyvsorozatnak, továbbá egyik vezetője a Kosztolányi Dezső Kutatócsoportnak és bekapcsolódott a József Attila értekező prózájának új kritikai kiadását sajtó alá rendező munkacsoportba is.

## Magánélete
Szülei: Veres József, Hanzel Mária. Felesége: V. Bálint Éva, újságíró. Gyermeke: Veres Mandy, újságíró, szociológus.

## Válogatott publikációi

### Tanulmánykötetek, monográfiák
- Mű, érték, műérték : Kísérletek az irodalmi alkotás megközelítésére, Budapest, Magvető, 1974 (Elvek és utak)
- Művek, pályák, nemzedékek : Másfélszáz év magyar irodalma (1780–1944), Budapest, Krónika Nova, 1999
- Lukács György irodalomszociológiája, Budapest, Balassi, (Opus Irodalomelméleti Tanulmányok : Új sorozat 2), 2000
- Bevezetés az irodalmi művek olvasásába, Budapest, Krónika Nova, 2001
- Távolodó hagyományok : Irodalom- és eszmetörténeti tanulmányok, Budapest, Balassi, 2003
- Kosztolányi Ady-komplexuma : Filológiai regény, az anyaggyűjtésben közreműködött Sárközi Éva, Budapest, Balassi, 2012

### Tanulmányok[12]
- Adalék a Tündérkert értelmezésének kérdéséhez, Irodalomtörténeti Közlemények, 1968. 4. sz. 445–448. p.
- Arany János: "Kertben" című versének szerkezeti sajátosságairól, Irodalomtörténeti közlemények, 1970. 2. sz. 152–177. p.
- A sikerképtelenség környezetrajza : Tanulmány A látogatóról, Valóság, 1974. 8. sz. (augusztus), 58–74. p. [Bálint Évával]
- Javaslat a középfokú oktatás irodalmi törzsanyagára : Bevezetés : Az irodalom értésének fokozatai az oktatási folyamatban, Literatura, 1976. 1. sz. 131–144. p.
- The interpretation of the tragic at the beginning of the 20th century, Acta Litteraria Academiae Scientiarum Hungaricae, 1977. 1–2. sz. 163–167. p.
- A tragikum problémája Ady háború alatti költészetében : Az eltévedt lovas. In: "Akarom: tisztán lássatok": Tudományos ülésszak Ady Endre születésének 100. évfordulóján, szerkesztette Csáky Edit, Budapest, Akadémiai, 1980, 137–145. p.
- A fiatal Lukács tragikumelmélete és a magyar irodalom, Literatura, 1981. 1–2. sz. 127–135. p.
- Az irodalomoktatás megújítása: ábránd vagy lehetőség?, Literatura, 1982. 3–4. p.
- Pártosság-fogalmak, vezetési stratégiák. In: A művészeti pártosságról, szerkesztette Bojtár Endre és Szerdahelyi István, Budapest, Kossuth, 1983, 369–390. p.
- Eötvös Karthausija: a kiábrándulás vagy a kibontakozás regénye?, Irodalomtörténeti közlemények, 1985. 1. sz. 18–27. p.
- Németh G. Béla: A magyar irodalomkritikai gondolkodás a pozitivizmus korában [recenzió], Irodalomtörténeti Közlemények, 1985. 1. sz. 116–119. p.
- Az irodalomelméleti kutatások helyzete és távlati lehetőségei, Kritika, 1985. 9. sz. (szeptember), 6–8. p.
- Sociologie jako pomocnice literární vědy. In: Teorie literatury v zrcadle mad'arské literárni vědy, uspoř. a prelož. Petr Rákos, Praha, Odeon, 1986, 82–94. p.
- Értékzavar és értékismeret : Értékelméleti és értékszociológiai kutatásaink eredményeiről és gondjairól, Literatura, 1987. 4. sz. 343–366. p.
- A tudomány fogalmának és szerepének változatai Karinthy prózájában, Irodalomtörténeti Közlemények, 1989. 1–2. sz. 81–90. p.
- Bevezető jegyzetek az 1956–os irodalmi platform-tervezethez, Literatura, 1989. 1–2. sz. 32–37. p.
- Az irodalmi mű értékalakzatai, Irodalomtörténeti Közlemények, 1990. 2. sz. 185–211. p.
- Az autonómia kísértője : töredékek Konrád György pályaképéhez, Európai Utas, 1991. 2. sz. 80–83. p.
- Jászi Oszkár utópikus szocializmusa, Irodalomtörténeti közlemények, 1991. 2. sz. 161–177. p.
- Mannheim Károly, az értékelmélet megújítója. In: Közelítések : Szociológiai tanulmányok, szerkesztette Némedi Dénes, Budapest, ELTE, 1991, 175–183. p.
- Új magyar irodalmi kánon? : Kulcsár Szabó Ernő: A magyar irodalom története, 1945–1991 [recenzió], BUKSZ, 1993 3. sz. 297–305. p.
- The young Lukács's conception of tragedy and Hungarian literature. In: Hungarian studies on György Lukács, ed. by László Illés et al., english transl. ed. József Kovács, Budapest, Akadémiai, 1993, 97–105. p.
- Az irodalmi szöveg és az olvasó, Literatura, 1994. 3. sz. 267–276. p.
- Ady Endre és a szabadkőművesség. In: Szabadkőműves gondolatok, szerkesztette Márton László, 2. jav., bőv. kiad., Budapest, Belvárosi, 1994, 187–195. p.
- Fordulat Konrád György írói pályáján: Kerti mulatság. Literatura, 1996. 1. sz. 74–80. p.
- Merre tart a magyar irodalomtudomány?, Alföld, 1996. 2. sz. (február), 46–54. p.
- Az értelmező közösség : Fikció vagy realitás?, Literatura, 1996. 3. sz. 394–404. p.
- Magyar irodalmi kánon a hetvenes években, Beszélő, 1996. 6–7. sz. (augusztus–szeptember), 135–147. p.
- Rendszerváltás az irodalmi életben, Alföld, 2001. 2. sz. (február), 32–46. p.
- Fehér Ferenc: Magatartások. Bírálatok a hatvanas évekből, [recenzió], Kritika, 2001. 12. sz. (december), 32–33. p.
- József Attila Kosztolányi-bírálatáról, Literatura, 2002. 4. sz. 458–469. p.
- Az irodalomtörténet védelmében : A gimnáziumi magyartanítás elméleti dilemmáiról, Kritika, 2003. 9. sz.; 10. sz. (szeptember ; október), 2–5.; 5–7. p.
- Világképek dialógusa : József Attila Kosztolányi'-'bírálatáról. In: Testet öltött érv : Az értekező József Attila, szerkesztette Tverdota György, V. A., Budapest, Balassi, 2003, 64–77. p.
- A "homo aestheticus" : Kosztolányi Dezső pályaképe, Literatura, 2004. 3–4. sz. 293–307. p
- A József Attila–kutatás dilemmái, Kortárs, 2005. 4. sz. (április), 10–15. p.
- A trónfosztott bűntény, néhány észrevétel Rejtő Jenő krimiparódiáiról. In: Szabad-ötletek…: Szőke György tiszteletére barátaitól és tanítványaitól, szerkesztette Kabdebó Loránt, Ruttkay Helga, Szabóné Huszárik Mária, Miskolc, Miskolci Egyetem, 2005, 287–291. p.
- Ami van, széthull darabokra : az Eszmélet és a ciklus-elv, Literatura, 2006, 1.sz. 121–133. p.
- Egy ismeretlen József Attila : A Hegel – Marx – Freud című tanulmányról, Literatura, 2008 1. sz. 76–101. p.
- Kosztolányi Nyugatja és a Nyugat Kosztolányija. In: Nyugat népe : Tanulmányok a Nyugatról és koráról, szerkesztőbizottság: Angyalosi Gergely et al, a szövegeket gondozta Sárközi Éva, Budapest, Petőfi Irodalmi Múzeum, 2009, 88–124. p.
- Dilemmák és lehetőségek a mai Lukács-kutatásban, Fordulat, 2010. 10. sz. (október), 106–119. p.
- A kritikai kiadás és az irodalomtörténet-írás, Alföld, 2012. 3. sz. (március), 54–60. p.
- Szabó Dezső újraértékelése, Jelenkor, 2013. 1. sz. (január), 60–68. p.

### Szerkesztések
- Ismétlődés a művészetben : Tanulmányok, szerkesztette Horváth Iván, V. A., Budapest, 1980.
- Jászi Oszkár, Magyar kálvária, magyar föltámadás : A két forradalom értelme, jelentősége és tanulságai, szerkesztette, a szöveget gondozta és a jegyzeteket írta V. A. ; az előszót írta Erényi Tibor, Budapest, Magyar Hírlap Könyvek, 1989.
- Irányított Irodalom, sorozatszerkesztő V. A., Budapest, Magyar Tudományos Akadémia Irodalomtudományi Intézet, 1990–2002.
- Matúra Olvasónapló, sorozatszerkesztő V. A., Budapest, Ikon, 1994–1998.
- Kosztolányi Dezső, Édes Anna : Regény : Teljes, gondozott szöveg, a kötetet szerkesztette, a mű szövegét sajtó alá rendezte, a szemelvényeket és a képeket válogatta, a jegyzeteket írta V. A., Budapest, Ikon, 1992, (Matúra Klasszikusok); 1993.; 1994.; Raabe Klett, 1998, (Matúra Klasszikusok light).
- Írók pórázon : a Kiadói Főigazgatóság irataiból, 1961–1970 : Dokumentumválogatás, sajtó alá rendezte, szerkesztette és a jegyzeteket írta Tóth Gyula ; a dokumentumokat válogatta V. A., Budapest, MTA Irodalomtudományi Intézet, 1992, (Irányított irodalom).
- A strukturalizmus után : Érték, vers, hatás, történet, nyelv az irodalomelméletben, szerkesztette Szili József, a szerkesztő munkatársa V. A., Budapest, Magyar Tudományos Akadémia Irodalomtudományi Intézete, 1992
- Az irodalomtörténet esélye : Irodalomelméleti tanulmányok, szerkesztette V. A., Bezeczky Gábor, Varga László, Budapest, Gondolat, 2004
- Elért bizonyosság : Németh G. Béla 80. születésnapjára, szerkesztette Szegedy–Maszák Mihály, V. A., Budapest, Krónika Nova, 2005
- A magyar irodalom történetei 1800-tól 1919-ig, szerkesztette Szegedy-Maszák Mihály, V. A. ; a szerkesztő munkatársai Jeney Éva, Józan Ildikó, Budapest, Gondolat, 2007; 2008
- A magyar irodalom történetei 1920-tól napjainkig, szerkesztette Szegedy-Maszák Mihály, V. A. ; a szerkesztő munkatársai Jeney Éva, Józan Ildikó, Budapest, Gondolat, 2007; 2008
- Kosztolányi Dezső Összes Művei Kritikai Kiadás, sorozatszerkesztő V. A., Szegedy–Maszák Mihály, Dobos István, Pozsony, Kalligram, 2010–
- Kosztolányi Dezső, Édes Anna , szerkesztette és a jegyzeteket készítette V. A., a forrásokat sajtó alá rendezte Sárközi Éva, Józan Ildikó, Parádi Andrea, Lipa Tímea, Pozsony, Kalligram, 2010 (Kosztolányi Dezső Összes Művei : Kritikai Kiadás)
- Kosztolányi Dezső, Esti Kornél, szerkesztette Tóth-Czifra Júlia és V. A. ; a befogadás-történeti fejezeteket írta V. A., Pozsony, Kalligram, 2011 (Kosztolányi Dezső Összes Művei : Kritikai Kiadás)
- A Nemzet Kalogánya. Kálmán C. György 60. születésnapjára, szerkesztette V. A., Budapest, Reciti, 2014
- József Attila összes tanulmánya és cikke, 1930–1937, 1-2.; szerk. Tverdota György, Veres András, sajtó alá rend. Sárközi Éva; kritikai kiad.; József Attila Társaság–L'Harmattan, Bp., 2018

### Tankönyvek
- Irodalmi feladatlapok, Budapest, Tankönyvkiadó, 1979.[13]
- Ritoók Zsigmond – Szegedy-Maszák Mihály – V. A., Irodalom a gimnázium I. osztálya számára, Budapest, Tankönyvkiadó, 1979.; Új, átdolgozott, bővített kiadás, Budapest, Krónika Nova, 1998.
- Szegedy-Maszák Mihály – V. A., Irodalom a gimnázium II. osztálya számára, szerzőtársak Bojtár Endre, Horváth Iván, Szörényi László, Zemplényi Ferenc, Budapest, Tankönyvkiadó, 1980.; Új, átdolgozott, bővített kiadás, Budapest, Krónika Nova, 1998.
- Szegedy-Maszák Mihály – V. A., Irodalom a gimnázium III. osztálya számára, szerzőtársak Bojtár Endre, Horváth Iván, Szörényi László, Zemplényi Ferenc, Budapest, Tankönyvkiadó, 1982.; Új, átdolgozott, bővített kiadás, Budapest, Krónika Nova, 1999.
- Irodalmi szöveggyűjtemény a gimnázium I. osztálya számára, összeállította Ritoók Zsigmond, Szegedy-Maszák Mihály, V. A., Budapest, Tankönyvkiadó, 1979.; Új, átdolgozott, bővített kiadás, Budapest, Krónika Nova, 1998.
- Irodalmi szöveggyűjtemény a gimnázium II. osztálya számára, összeállította Szegedy-Maszák Mihály, Szörényi László, V. A., Budapest, Tankönyvkiadó, 1980.; Új, átdolgozott, bővített kiadás, Budapest, Krónika Nova, 1998.
- Irodalmi szöveggyűjtemény a gimnázium II. osztálya számára, összeállította Bojtár Endre, Horváth Iván, Szegedy-Maszák Mihály, Szörényi László, V. A., Zemplényi Ferenc, Budapest, Tankönyvkiadó, 1982.; Új, átdolgozott, bővített kiadás, Budapest, Krónika Nova, 1999.
- Irodalom : Bevezetés az irodalmi művek olvasásába, Budapest : Krónika Nova, 2001. [Kerettanterv az Irodalom a gimnáziumok I. osztálya számára c. tankönyvhöz]

## Díjai, kitüntetései
- Akadémiai Díj 1979
- Szépíró Díj Esszé – kritika kategória 2011
- Alföld Díj 2013

## Írótestületi tagságai
- Magyar Alkotóművészek Országos Egyesülete – tag
- Szépírók Társasága – tag

## Külső hivatkozások
- Mindentudás Egyeteme – Előadók
- Szépírók Társasága – Tagok
- Petőfi Irodalmi Múzeum – Digitális Irodalmi Akadémia – Irodalmi szakértők
- Magyar Tudományos Akadémia – Bölcsészettudományi Kutatóközpont – Irodalomtudományi Intézet
- Eörsi Sarolta, *Mindenhová és sehová : Veres András a József Attila Társaság társelnöke, Magyar Narancs, 2005. 4. sz. (január 27.)